# 米罗斯拉夫·弗里切尔
米罗斯拉夫·弗里切尔（捷克語：Miroslav Fryčer，1959年9月27日—2021年4月27日），捷克前男子冰球运动员。他曾代表捷克斯洛伐克国家队参加1980年冬季奥林匹克运动会冰球比赛，结果队伍获得第五名。